# О Йе-джин
В това корейско име фамилията е О.
О Йе-джин (на корейски: 오예진) e южнокорейска състезателка по спортна стрелба. О е олимпийска шампионка на 10 m въздушен пистолет от олимпийските игри в Париж, поставяйки олимпийски рекорд от 243.2 т.

## Биография
О е родена на 10 май 2005 г. в Намчеджу, Южна Корея. 